# Spandet Sogn
Spandet Sogn ist eine Kirchspielgemeinde (dänisch Sogn) im südlichen Dänemark. Bis 1970 gehörte sie zur Harde Hviding Herred im damaligen Tønder Amt, danach zur Ribe Kommune  im erweiterten Ribe Amt, die im Zuge der  Kommunalreform zum 1. Januar 2007 in der „neuen“  Esbjerg Kommune in der Region Syddanmark aufgegangen ist.
Im Kirchspiel leben 420 Einwohner (Stand:1. Januar 2023). Im Kirchspiel liegt die Kirche „Spandet Kirke“.
Da Spandet Sogn die Südostecke der Esbjerg Kommune bildet, hat es Nachbargemeinden in mehreren Kommunen: im Norden Seem Sogn, außerdem Gram Sogn in der Haderslev Kommune, im Osten Højrup Sogn (ebenfalls Haderslev Kommune), im Süden Vodder Sogn (Tønder Kommune) und im Westen Roager Sogn.